# Žabonosy
Žabonosy jsou vesnice a obec ležící v okrese Kolín ve Středočeském kraji asi 14 km západně od Kolína. Žije zde 252 obyvatel. Protéká tudy říčka Bečvárka, která je pravostranným přítokem řeky Výrovky.
Žabonosy je také název katastrálního území o rozloze 3,11 km².

## Historie
První písemná zmínka o obci pochází z roku 1352 a to v souvislosti s kostelem. Jelikož kostel je mnohem staršího založení, dá se předpokládat i mnohem starší původ obce. Prvními doloženými majiteli vsi jsou Bohuněk a Petr ze Žabonos v roce 1357 a zemani ze Žabonos se připomínají i po celé 15. století.

### Územněsprávní začlenění
Dějiny územněsprávního začleňování zahrnují období od roku 1850 do současnosti. V chronologickém přehledu je uvedena územně administrativní příslušnost obce v roce, kdy ke změně došlo:
- 1850 země česká, kraj Pardubice, politický okres Kolín, soudní okres Kouřim[5]
- 1855 země česká, kraj Čáslav, soudní okres Kouřim
- 1868 země česká, politický okres Kolín, soudní okres Kouřim
- 1939 země česká, Oberlandrat Kolín, politický okres Kolín, soudní okres Kouřim[6]
- 1942 země česká, Oberlandrat Praha, politický okres Kolín, soudní okres Kouřim[7]
- 1945 země česká, správní okres Kolín, soudní okres Kouřim[8]
- 1949 Pražský kraj, okres Kolín[9]
- 1960 Středočeský kraj, okres Kolín
- 2003 Středočeský kraj, obec s rozšířenou působností Kolín

### Rok 1932
V obci Žabonosy (521 obyvatel) byly v roce 1932 evidovány tyto živnosti a obchody: hospodářské stavební družstvo, 3 hostince, kolář, kovář, 2 krejčí, lom, 2 obchody s máslem a vejci, půjčovna mlátiček, mlýn, obchod s ovocem a zeleninou, 2 pekaři, pokrývač, 2 rolníci, 2 řezníci, sedlář, 3 obchody se smíšeným zbožím, 2 trafiky.

## Archeologické nálezy
- Keltské nálezy – nedaleko dvora na vrchu Vlanec byl nalezen bronzový opaskový řetěz z 3. stol. př. n. l., dnes ve sbírkách Národního muzea v Praze. Nedaleko byl údajně nalezen keltský kostrový hrob s hrotem kopí (nezachoval se).
- Slovanské (slavníkovské?) hradiště – zaujímá vysoké návrší nad levým břehem potoka Bečvárka (dodnes na něm stojí kostel, původně předrománský z doby po roce 950, v dnešní podobě z poloviny 12. století). Kostel je obklopen okrouhlým valem, areál hradiště je však silně poškozen intenzivní zemědělskou činností. V roce 1893 odkryl J. Vaněk nedaleko kostela rozsáhlé kostrové pohřebiště se 100 hroby, v nichž byli zemřelí pokládáni hlavou na západ. Hroby obsahovaly pouze malé množství milodarů, především keramické nádoby, bronzové esovité záušnice, prsteny či drobné železné předměty. Podle nálezů lze pohřebiště datovat do 10., 11. a především 12. století.[11]

## Památky v obci
- Tvrz – vznikla až po roce 1564 za Bohumila Horňateckého z Dobročovic, jako dostavěná se připomíná v roce 1584. V roce 1635 Horňatečtí prodali tvrz, ves a zdejší dvůr Kašparovi Winkelhoferovi z Elgasu, od něhož celý majetek v roce 1652 koupila majitelka radimského panství Kateřina Berchtoldová z Uherčic. Tvrz přestala být panským sídlem a byla přeměněna na hospodářskou budovu. Do dnešních dob se z tvrze dochoval pouze hluboký sklep uprostřed dvora dnešního statku, barokně upravená budova hospodářského stavení a zbytky hradeb na skále nad Bečvárkou.[12]

- Kostel sv. Václava – původní předrománský kostel byl postavený již po roce 950 na slovanském (slavníkovském?) hradišti. Na jeho místě, snad i s využitím původního zdiva, vznikl v polovině 12. století dnešní románský kostel s emporou. Rozšířen byl v 70. letech 13. století přístavbou pravoúhlého presbytáře, který plynule navázal na starší románskou loď. Svatyně tak získala méně obvyklý nečleněný obdélný půdorys, oživený pouze raně středověkou věží při západním průčelí. Další stavební úpravy proběhly v 80. letech 14. století, kdy Žabonosy držel pražský arcibiskup Jan z Jenštejna. K severnímu boku kostela byla připojena obdélná kaple, později změněná na sakristii (některá literatura upozorňuje na možnou spojitost s hutí P. Parléře, což ovšem nebylo nijak doloženo). V roce 1721 byla barokně upravena věž a fasády kostela, což zcela zastřelo středověký vzhled exteriéru stavby. Kostel v Žabonosech se řadí k jedněm z nejstarších a nejpozoruhodnějších památek kolínského regionu.[13] Archeologický výzkum v letech 2008–2010 objevil, že původně stála na místě výrazně větší, trojlodní bazilika, kterou z neznámých důvodů na přelomu 12. a 13. století nahradil skromnější, jednolodní kostel. O důvodech, proč právě v Žabonosech stála bazilika, se historici pouze dohadují, protože dosavadní poznatky nenasvědčovaly významnosti místa v raném středověku.[14] Kostel je zapsán do Ústředního seznamu nemovitých kulturních památek ČR (číslo rejstříku ÚSKP 40018/2-887).[15]

- Márnice – obdélná barokní márnice z doby kolem roku 1720. V márnici byl dle dochovaných záznamů uložený zbytek románské křtitelnice a rokoková soška Krista z kazatelny z pol. 18. století.[16] Márnice byla opravena (spolu se vstupní branou areálu) v rámci Programu rozvoje venkova ČR.

- Socha sv. Jana Nepomuckého – výrazná barokní realistická pískovcová socha z roku 1752.[17] Socha je zapsána do Ústředního seznamu nemovitých kulturních památek ČR (číslo rejstříku ÚSKP 29811/2-3125).[18]

## Rodáci
- Josef Doskočil (1892–1944) – účastník protinacistického odboje během druhé světové války, byl veřejně činný v Kolíně

## Doprava
Dopravní síť
- Pozemní komunikace – Obcí prochází silnice III. třídy. Ve vzdálenosti 1 km vede silnice I/12 Praha - Kolín,

- Železnice – Obcí Žabonosy vede železniční trať Pečky – Kouřim. Je to jednokolejná regionální trať, zahájení dopravy bylo roku 1882.

Veřejná doprava 2011
- Autobusová doprava – Z obce vedly příměstské autobusové linky Kolín-Plaňany-Kouřim (v pracovních dnech 5 spojů) a Kolín-Polní Voděrady-Plaňany-Radim (v pracovních dnech 1 spoj) (dopravce Okresní autobusová doprava Kolín, s.r.o.).

- Železniční doprava – Železniční zastávkou Žabonosy jezdilo v pracovní dny 12 párů osobních vlaků, o víkendu 9 párů osobních vlaků.

## Galerie

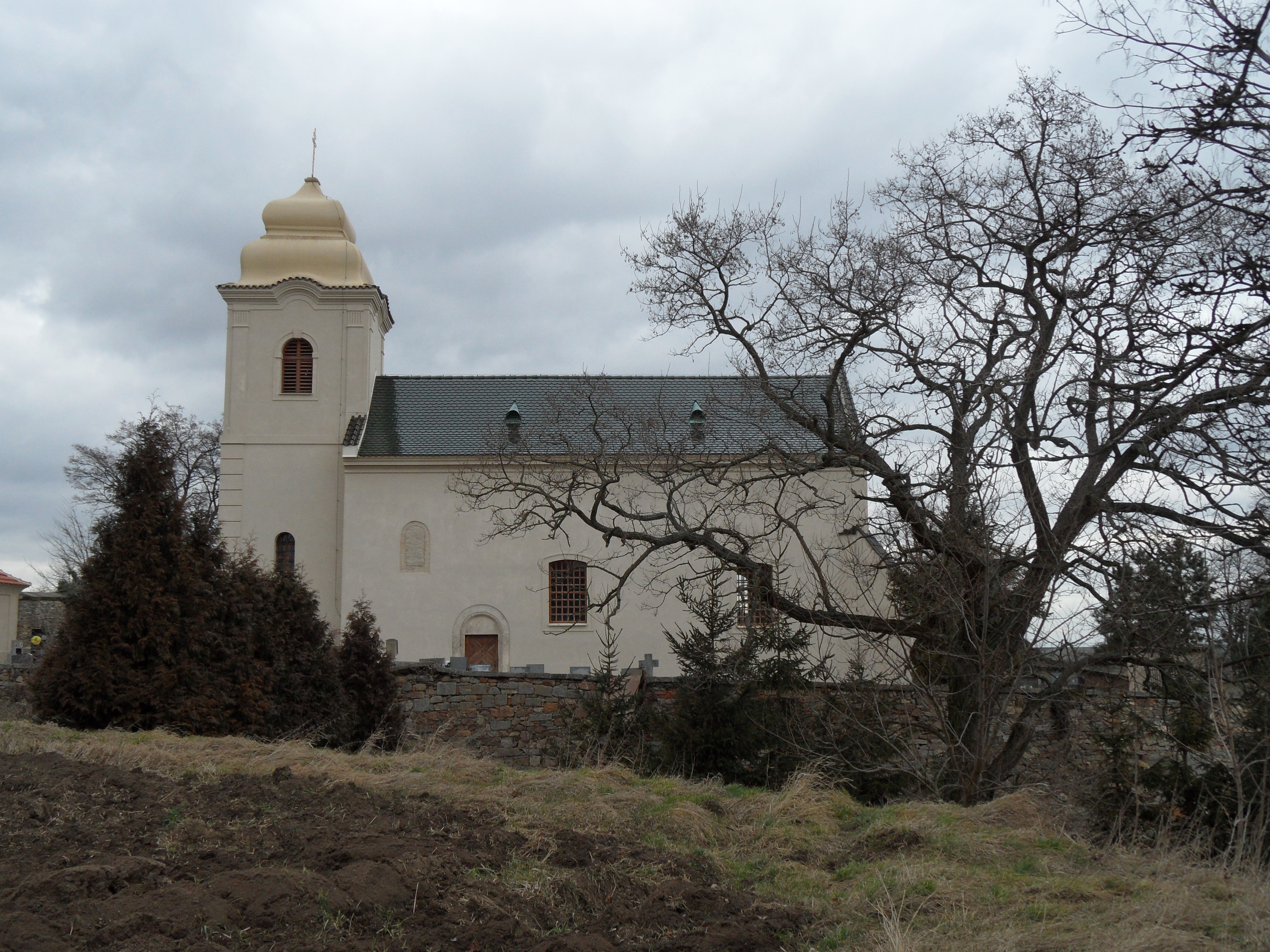
Kostel sv. Václava, pohled od severu
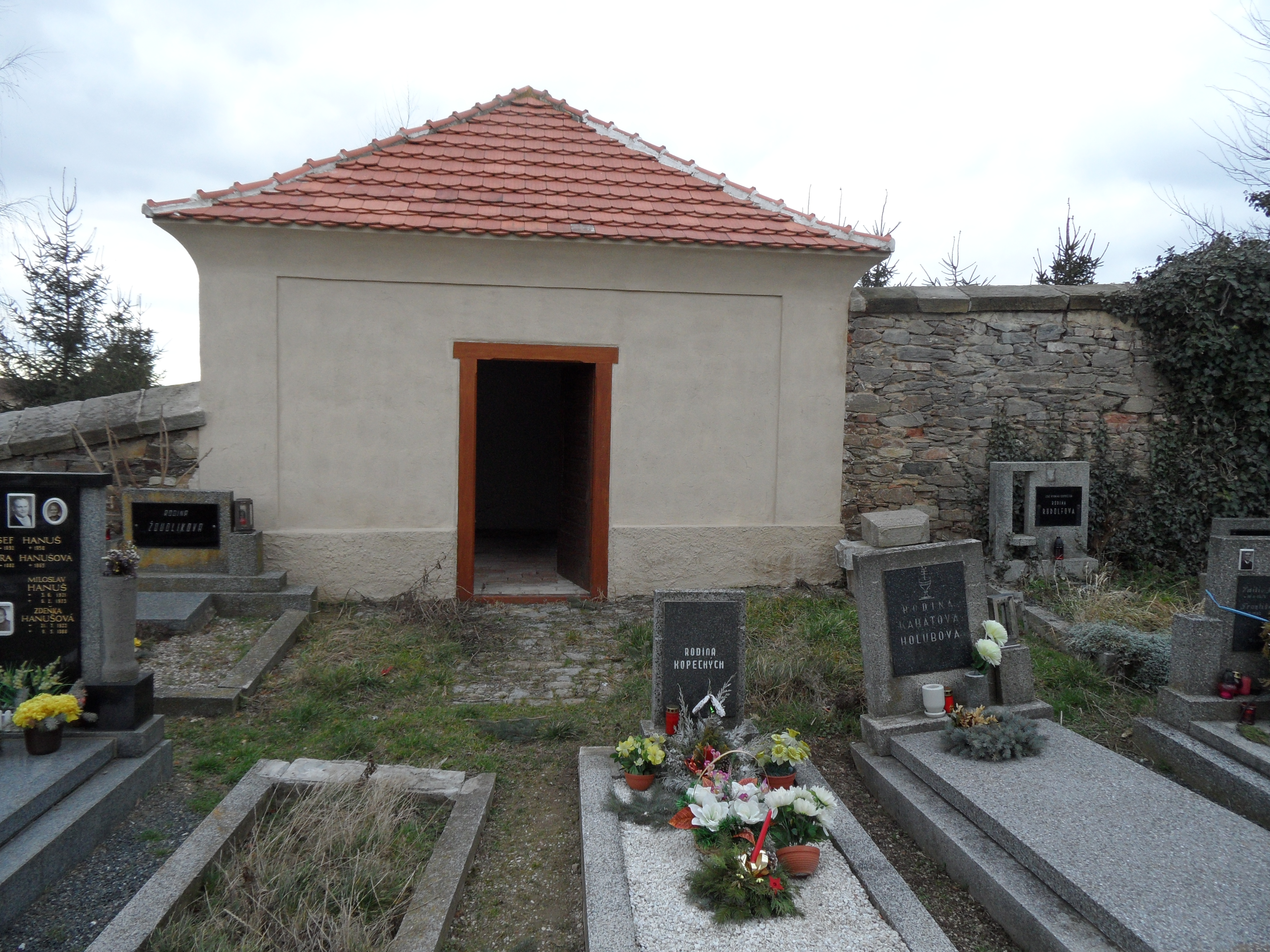
Opravená barokní márnice v areálu kostela
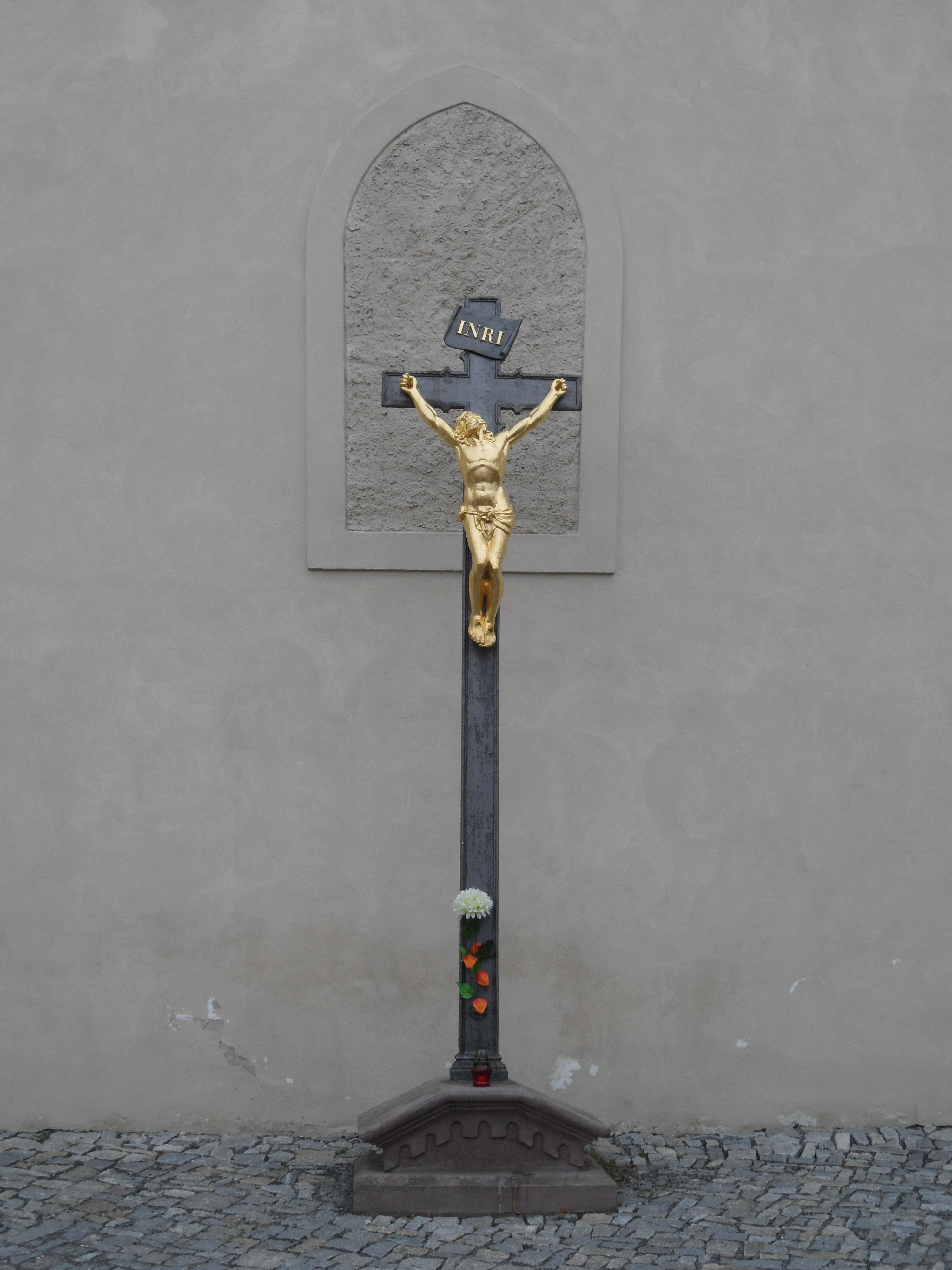
Detail křížku ve vstupu do areálu kostela
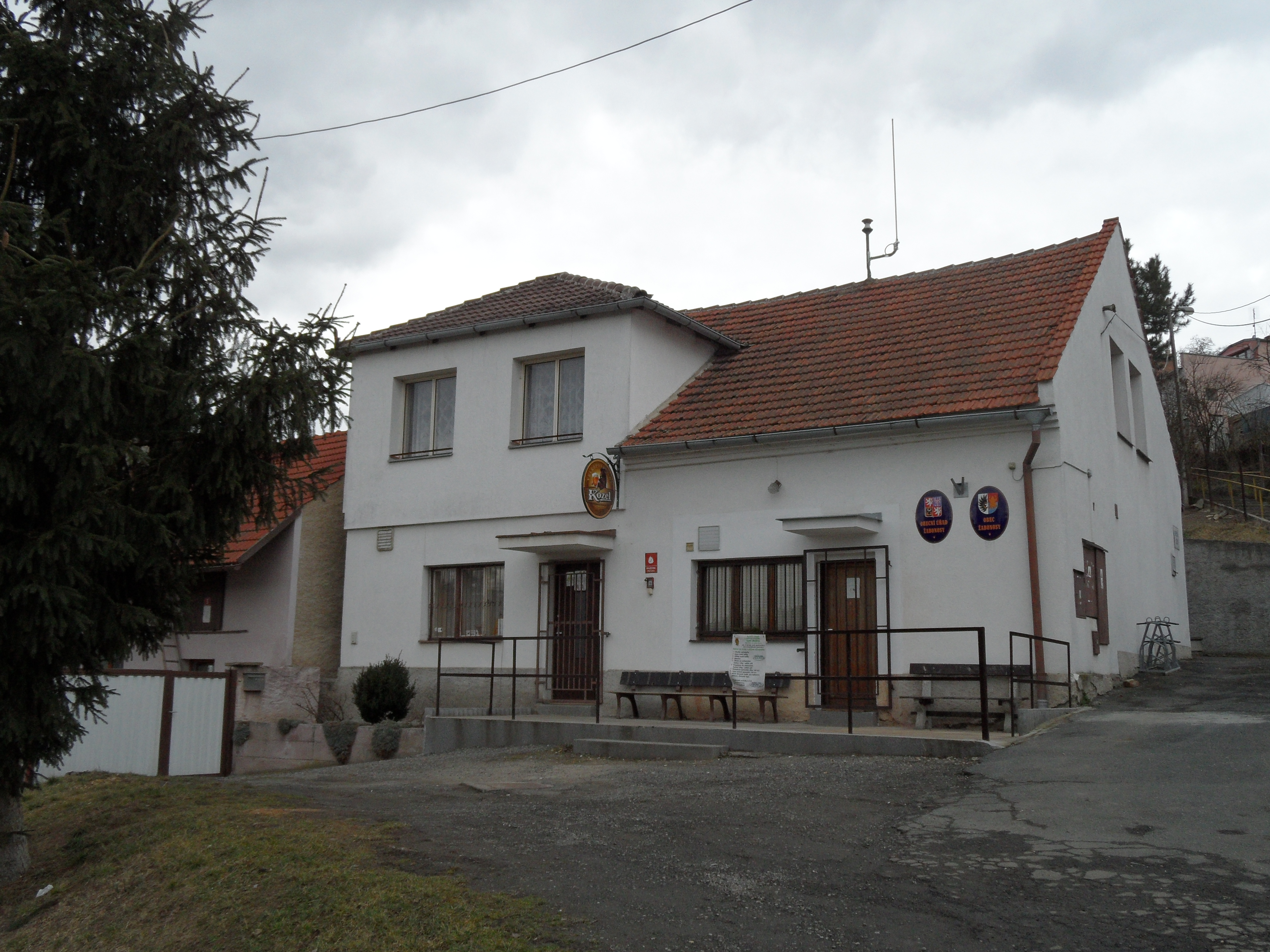
Obecní úřad
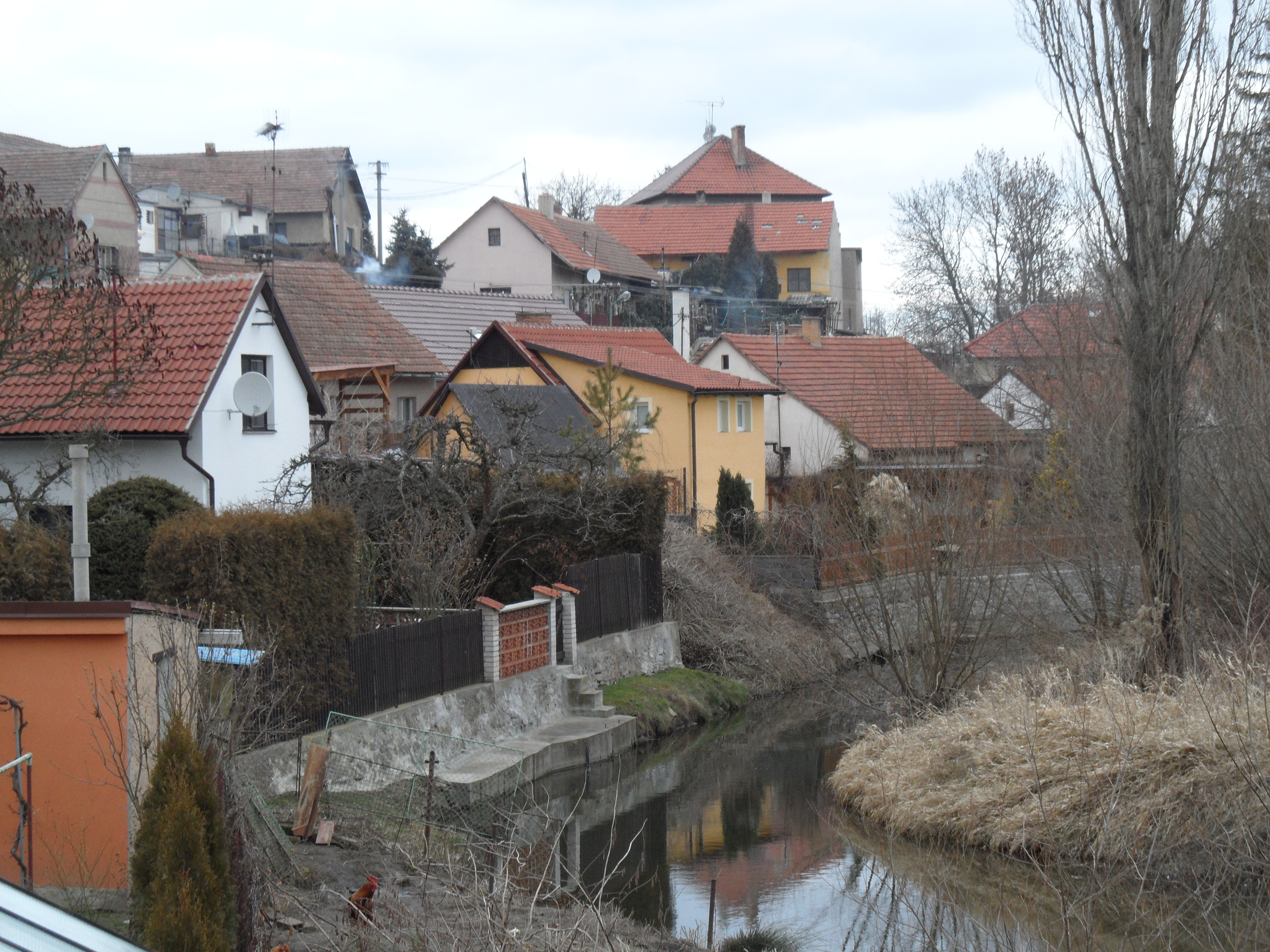
Domy ve středu obce, podél Miletínského potoka
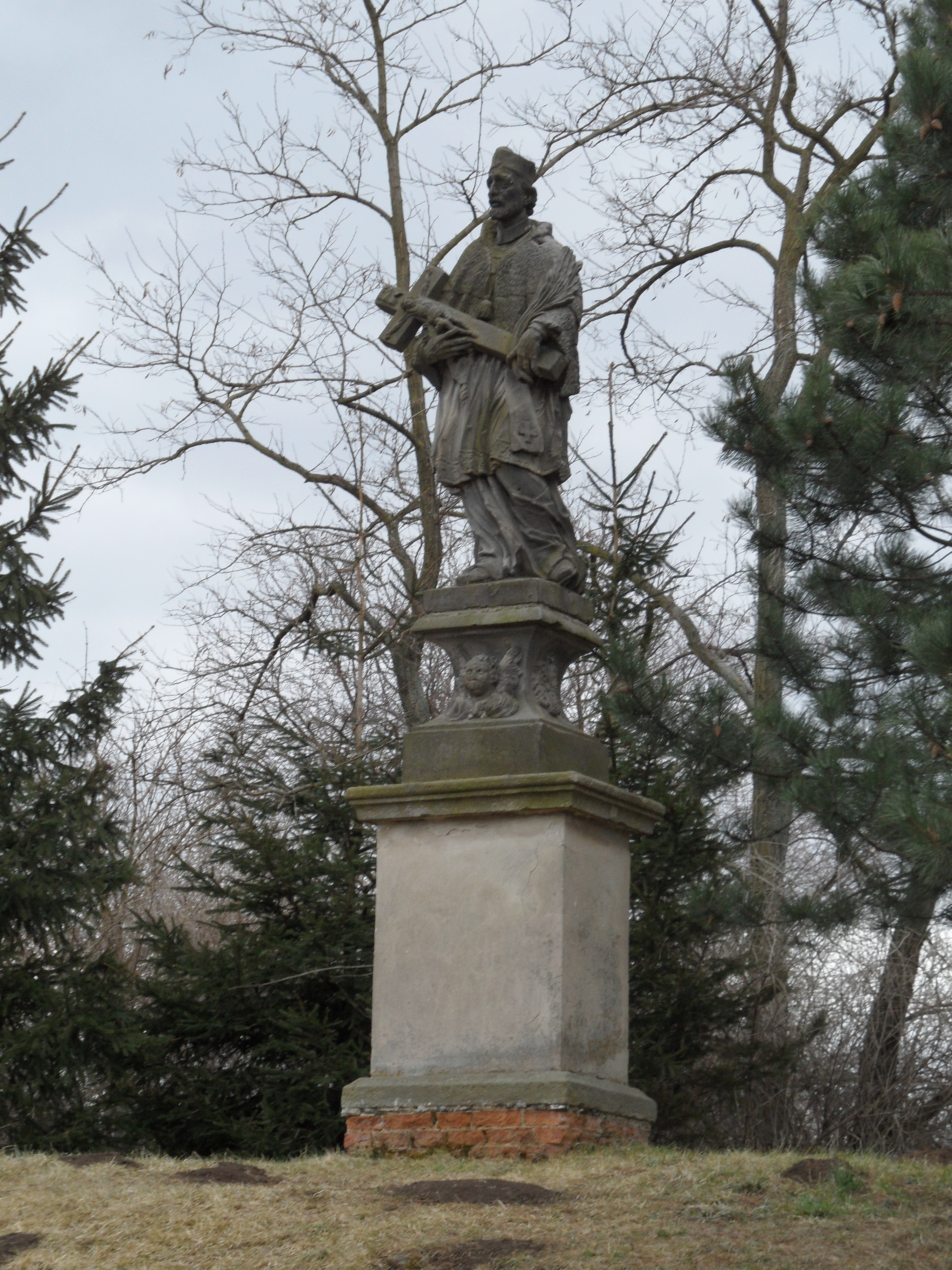
Barokní socha sv. Jana Nepomuckého